# Равиоли код
Равиоли код је тип структуре рачунарског програма, који карактерише велики број малих и идеално спојних и повезаних софтверских компоненти. Термин је у односу на шпагети код, изражава структуру програма аналогну равиоли тестенини, где су мали парчићи тестенине напуњени сиром, месом и поврћем, што би у програмирању значило да имамо програмску структуру подељену у велики број малих објеката који садрже програмске процедуре и податке.